# Jeando Fuchs
Jeando Pourrat Fuchs (* 11. Oktober 1997 in Jaunde) ist ein kamerunisch-französischer Fußballspieler. Der defensive Mittelfeldspieler steht bei Peterborough United in der EFL Championship unter Vertrag und ist ehemaliger Nationalspieler von Kamerun.

## Karriere

### Verein
Jeando Fuchs begann seine Karriere in Frankreich beim FC Sochaux. Für die zweite Mannschaft absolvierte er in den Spielzeiten 2014/15 und 2015/16 insgesamt 29 Ligaspiele in der National 2, der vierten Spielklasse im französischen Ligasystem. Zwischenzeitlich hatte Fuchs im Mai 2015 sein Debüt in der ersten Mannschaft gegeben, als er in der Ligue 2 gegen US Orléans über 90 Minuten zum Einsatz kam. Ab der Saison 2015/16 etablierte er sich in der Zweitligamannschaft von Sochaux und kam in den folgenden vier Spielzeiten regelmäßig zum Einsatz. Er absolvierte bis 2019 über 100 Ligaspiele für den Verein, bevor er zum spanischen Verein Deportivo Alavés wechselte. Der Erstligist verlieh ihn in der Saison 2019/20 direkt weiter an den israelischen Verein Maccabi Haifa. Nach der Leihstation wechselte Fuchs zum schottischen Erstligisten Dundee United. Im Januar 2022 wechselte er zum englischen Zweitligisten Peterborough United.

### Nationalmannschaft
Fuchs nahm mit der französischen U19-Nationalmannschaft im Jahr 2016 an der Europameisterschaft in Deutschland teil und gewann mit ihr den Titel. Ein Jahr später spielte er mit der U20 bei der Weltmeisterschaft in Südkorea, mit der er im Achtelfinale gegen Italien verlor. Nachdem Fuchs die französischen Jugendnationalmannschaften bis zur U20 durchlaufen hatte, entschied sich der gebürtige Kameruner dafür, die A-Nationalmannschaft seines Heimatlandes zu vertreten. Sein Debüt für Kamerun gab er am 20. November 2018 in einem Freundschaftsspiel gegen Brasilien, als er in der Startelf stand.